# Jánovce (Trnava)
Jánovce (in ungherese Dunajánosháza) è un comune della Slovacchia facente parte del distretto di Galanta, nella regione di Trnava.